# Anii 480 î.Hr.
(Secolul al VI-lea î.Hr. - Secolul al V-lea î.Hr. - Secolul al IV-lea î.Hr. - alte secole)

## Evenimente
- 480 î.Hr. - Bătălia de la Termopile dintre perși și greci. Perșii lui Xerxes îi înving pe spartanii conduși de regele Leonidas.
- 480 î.Hr. - Bătălia de la Salamina dintre perși și greci. Navele grecești aflate sub comanda lui Temistocle și Eurybiades înving flota persană în Golful Eleusis.

## Nașteri
- Antifon, orator și om politic grec (d. 411 î.Hr.)

## Decenii
| Anii 490 î.Hr. | Anii 480 î.Hr. | Anii 470 î.Hr. | Anii 460 î.Hr. | Anii 450 î.Hr. | Anii 440 î.Hr. | Anii 430 î.Hr. | Anii 420 î.Hr. | Anii 410 î.Hr. | Anii 400 î.Hr. |